# Liste der Bodendenkmale in Gumtow
In der Liste der Bodendenkmale in Gumtow sind alle Bodendenkmale der brandenburgischen Gemeinde Gumtow und ihrer Ortsteile aufgelistet. Grundlage ist die Veröffentlichung der Landesdenkmalliste mit dem Stand vom 31. Dezember 2020.
Die Baudenkmale sind in der Liste der Baudenkmale in Gumtow aufgeführt.

## Bodendenkmale
| Gemarkung        | Flur | Kurzansprache                     | Bodendenkmalnummer | Bemerkung | Bild |
| ---------------- | ---- | --------------------------------- | ------------------ | --------- | ---- |
| Demerthin (Lage) | 1    | Befestigung deutsches Mittelalter | 111525             |           |      |